# Pohřebačka

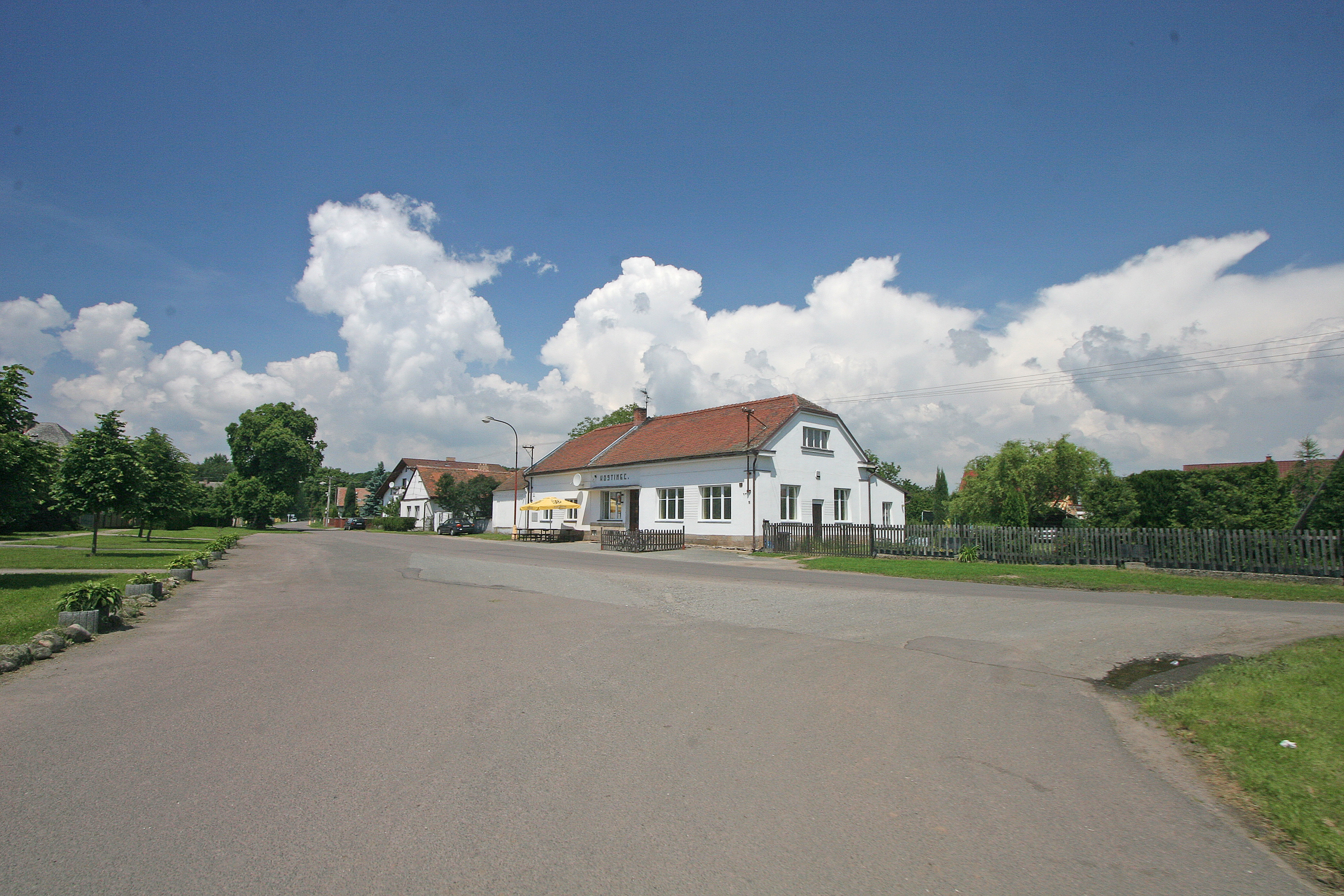
Gasthaus

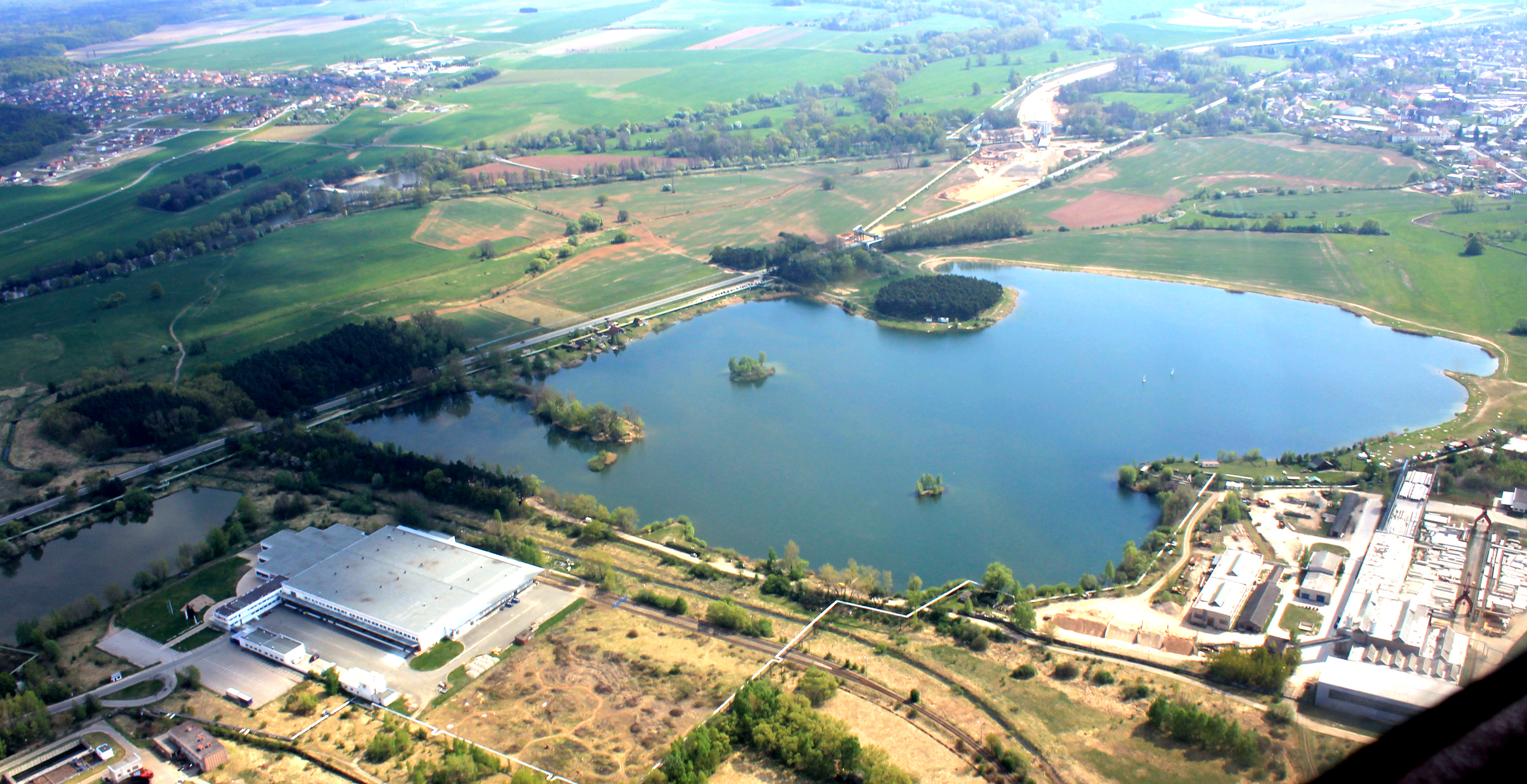
Opaťák, im Hintergrund Vysoká nad Labem und Opatovice nad Labem

Pohřebačka (deutsch Porschebatschka) ist ein Ortsteil der Gemeinde Opatovice nad Labem im Okres Pardubice in Tschechien. Er liegt sieben Kilometer südwestlich des Stadtzentrums von Hradec Králové am Ufer der Elbe.

## Geographie
Pohřebačka befindet sich rechtsseitig der Elbe im Bohdanečský úval (Bohdanetscher Senke). Westlich des Dorfes erhebt sich die Kuppe Na Bahnech (232 m üNN), nordöstlich liegt der Baggersee Opatovický písník bzw. Opaťák. Östlich des Ortskerns verläuft die Bahnstrecke Pardubice–Liberec, an der auf dem Kataster von Pohřebačka zwei Bahnhalte liegen – südlich der Haltepunkt Opatovice nad Labem und nordöstlich im Gewerbegebiet der Haltepunkt Opatovice nad Labem-Pohřebačka. Durch Pohřebačka führt die Straße II/324 zwischen Opatovice nad Labem und Kukleny. Nachbarorte sind Plačice und Březhrad im Norden, Na Mlýnku, Moravské Předměstí und Roudnička im Nordosten, Vysoká nad Labem im Osten, Opatovice nad Labem im Südosten, Čeperka im Süden, Podůlšany, Liščí und Libišany im Südwesten, Lhota pod Libčany im Westen sowie Praskačka und Vlčkovice  im Nordwesten.

## Gemeindegliederung
Der Ortsteil Pohřebačka bildet einen Katastralbezirk.

## Geschichte
Das Dorf entstand wahrscheinlich zu Beginn des 14. Jahrhunderts aus mehreren kleinen Siedlungen. Der Ortsname wird von pohřeb (Bestattung) abgeleitet, vermutlich befand sich in dem Dorf ein Begräbnisplatz. Pohřebačka gehörte zu den Besitzungen des Benediktinerklosters Opatowitz, das während der Hussitenkriege zerstört wurde.
Die erste schriftliche Erwähnung von Pohřebačka erfolgte im Jahre 1436, als König Sigismund einen großen Teil der ehemaligen Klosterdörfer an Diviš Bořek von Miletínek überschrieb. Dieser errichtete aus dem Klosterbesitz die Herrschaft Kunburg. Zum Ende des 15. Jahrhunderts erwarb Wilhelm von Pernstein das Dorf. Im Jahre 1560 veräußerte Jaroslav von Pernstein die Herrschaften Pardubitz und Kunburg an König Ferdinand I. Der König ließ die Herrschaft Pardubitz durch ein System von 24 Rychta (Scholtiseien) neu organisieren, wobei Pohřebačka der Rychta in Libišany zugeordnet wurde. In Folge des Dreißigjährigen Krieges lagen im Jahre 1648 sechs der 15 Anwesen von Pohřebačka wüst. Im Zuge der in der Mitte des 17. Jahrhunderts einsetzenden Rekatholisierung wurde das Dorf dem Sprengel des Dekanats Königgrätz zugewiesen; im Jahre 1769 wurde es Teil der neu gebildeten Pfarrei Opatowitz. In der ersten Hälfte des 19. Jahrhunderts wurde westlich des Dorfes die Königgrätzer Kaiserstraße (heute Straße II/333) angelegt, von der nordöstlich von Pohřebačka eine weitere Chaussee (heute Straße II/324) über Opatowitz nach Pardubitz führte.
Im Jahre 1835 bestand das im Chrudimer Kreis unweit der Königgrätzer Straße gelegene Dorf Pohřebačka aus 29 Häusern, in denen 238 Personen lebten. Der Ort unterstand den Gemeindegerichten von Libischan. Pfarrort war Opatowitz. 1840 war Pohřebačka auf 32 Häuser angewachsen und hatte 270 Einwohner. Bis zur Mitte des 19. Jahrhunderts blieb Pohřebačka der k.k. Kameralherrschaft Pardubitz untertänig.
Nach der Aufhebung der Patrimonialherrschaften bildete Pohřebačka ab 1849 eine Gemeinde im Gerichtsbezirk Pardubitz. 1856 begann die k.k. privilegierte Süd-Norddeutsche Verbindungsbahn mit dem Bau einer Eisenbahn von Pardubitz über Reichenberg nach Seidenberg. Der erste Abschnitt zwischen Pardubitz und Josefstadt wurde bereits im November 1857 fertiggestellt; auf dem Kataster von Pohřebačka wurde die Bahnstation Opatovice nad Labem errichtet. Ab 1868 gehörte die Gemeinde zum Bezirk Pardubitz. Im Jahr darauf erhielt Pohřebačka ein Postamt. 1870 wurde vom Bahnhof ein Anschlussgleis zur neu errichteten Zuckerfabrik Opatovice angelegt. Durch die günstige Lage zwischen den Chausseen und der Eisenbahn wuchs Pohřebačka in der Folgezeit weiter an, östlich des Dorfes wurde eine neue Siedlung angelegt. Die Freiwillige Feuerwehr wurde 1887 gegründet. 1888 entstand ein eingeschossiges Gemeindehaus. Zum Ende des 19. Jahrhunderts wurden auf Kosten von Einwohnern bzw. der Gemeinde Statuen der hll. Wenzel, Josef, Johannes von Nepomuk, der Jungfrau Maria sowie zwei Kreuzigungsfiguren aufgestellt. 1881 gründete Josef Bačina am Bahnhof eine Fabrik für Düngemittel und Schwefelsäure. Zur Jahrhundertwende bestand das Dorf aus 55 Häusern mit 440 Einwohnern. Die Bačina-Fabrik, die  Arbeitgeber zahlreicher Bewohner von Pohřebačka war, wurde in den 1920er Jahren nach dem Tod des Unternehmers stillgelegt. 1923 erfolgte die Elektrifizierung des Ortes. Im Jahre 1927 lebten in der Gemeinde 445 Menschen. In der Zwischenkriegszeit erfolgte die größte Erweiterung des Dorfes; die Siedlung am östlichen Ortsrand wurde bis zur Bahnstrecke ausgebaut, außerdem entstanden auch Häuser entlang der Chaussee von der Bahnstation nach Opatovice. Im Jahre 1930 bestand Pohřebačka aus 120 Häusern und hatte 530 Einwohner. Die Haupterwerbsquelle bildete noch immer mit über 80 Betrieben die Landwirtschaft. Durch die von den Gemeinden Opatovice und Pohřebačka gegründete Wassergenossenschaft wurde 1936 die Entwässerung des Dorfes und der Felder beendet. Das Ende des Zweiten Weltkrieges wurde in Pohřebačka im August 1945 mit einem Erntedankfest mit ca. 3000 Besuchern gefeiert. Ab 1946 zogen 148 Einwohner in die Grenzgebiete. Nach dem Februarumsturz von 1948 wurden die nur mit einem Kandidaten der Nationalen Front angetretenen Kommunisten bei den Kommunalwahlen zum Wahlsieger. 1949 wurde Pohřebačka dem Okres Pardubice-okolí zugeordnet; dieser wurde im Zuge der Gebietsreform von 1960 aufgehoben, seitdem gehört der Ort zum Okres Pardubice. Im April 1976 wurde Pohřebačka nach Opatovice nad Labem eingemeindet. In der zweiten Hälfte der 1970er Jahre bestand das Dorf aus 160 bis 170 Häusern und hatte 530 Einwohner. In den 1980er Jahren entstanden das Kulturhaus und ein neuer Handballplatz. Am 3. März 1991 hatte der Ort 540 Einwohner; beim Zensus von 2001 lebten in den 163 Wohnhäusern von Pohřebačka 492 Personen. Im Jahre 2002 wurde der Kindergarten geschlossen.

## Sport
- Der ortsansässige TJ Opatovice nad Labem ist vor allem durch seine Abteilung Národní házená (Böhmischer Handball) bekannt, der in der nationalen Liga spielt. Er ging aus einem 1932 gegründeten Fußballverein hervor, der in den 1940er Jahren seinen Spielbetrieb einstellte. Seit 1943 wird in Pohřebačka Národní házená gespielt.

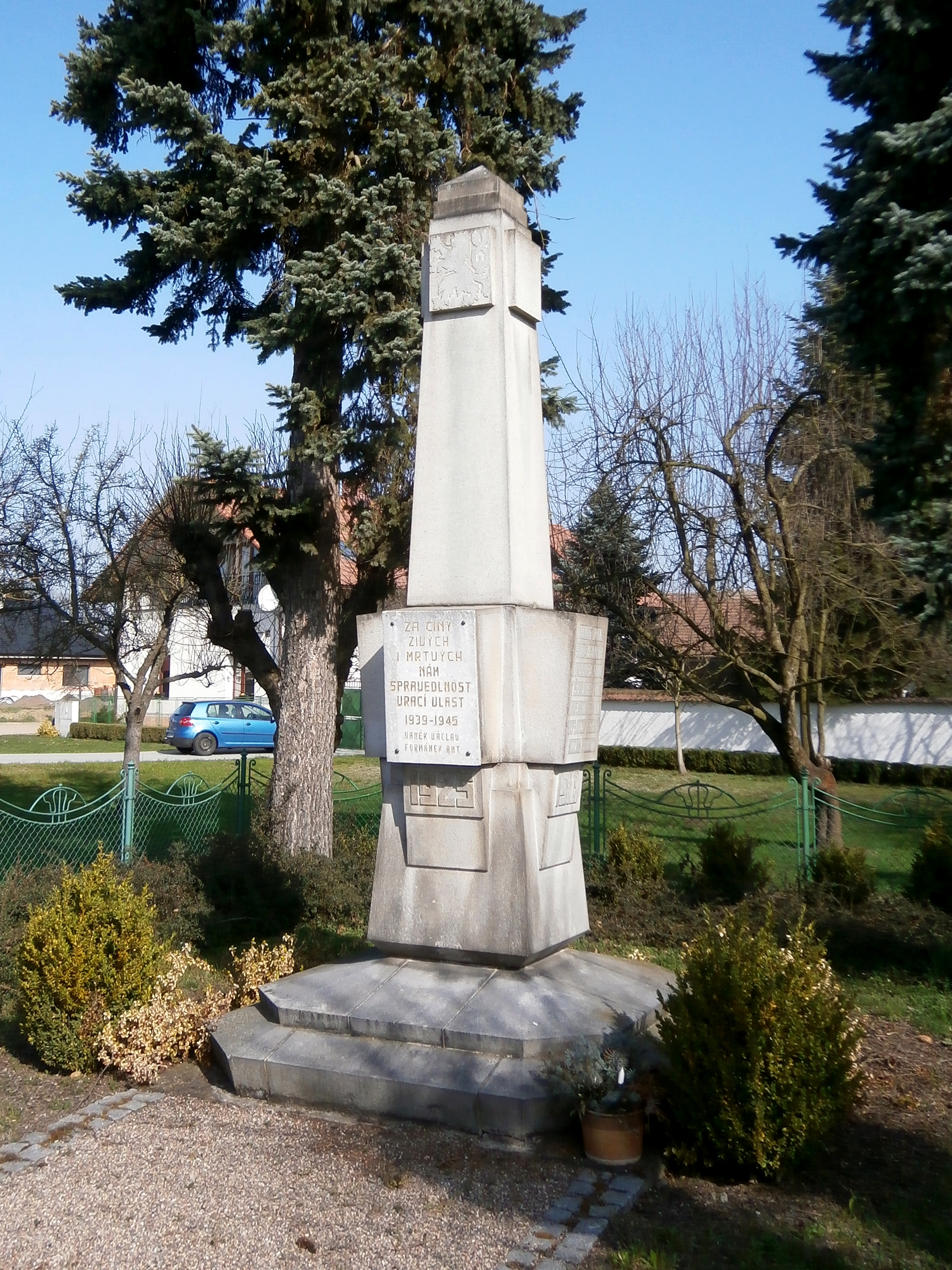
Gefallenendenkmal

## Sehenswürdigkeiten
- Steinernes Kreuz mit Kreuzigungsszene und zwei Engeln, geschaffen 1861
- Tarabova vila, die repräsentative Villa war der Wohnsitz des Unternehmers Josef Bačina, seit den 1950er Jahren wurde sie als Kindergarten genutzt.
- Gedenkstein für die Gefallenen des Ersten Weltkrieges, enthüllt 1925
- Opatovický písník bzw. Opaťák, der Baggersee mit drei Inseln und zwei Halbinseln auf der nordöstlichen Gemarkung dient der Naherholung.

## Ehrenbürger
- Josef Bačina, Unternehmer (Holzprodukte, Fenster und Türen)[4]